# Olympiahalle (Innsbruck)
Olympiahalle is een indoor sportlocatie in Innsbruck, Oostenrijk . Tijdens de Olympische Winterspelen van 1964 werden er kunstschaatsen en ijshockeyevenementen gehouden. Twaalf jaar later, tijdens de Olympische Winterspelen van 1976, werd de arena opnieuw gebruikt voor de Winterspelen.
In 2024 was het de gastheer voor de groepen E en F in de voorrondes van het Europees kampioenschap handbal voor vrouwen in 2024.

## Concerten
In de Olympic Hall werden sinds 1964 optredens georganiseerd van onder andere: Rolling Stones, Deep Purple, Emerson, Lake & Palmer, Fats Domino, Uriah Heep, Status Quo, Bryan Adams, Iron Maiden, Tina Turner, Cher, Dire Straits, Joe Cocker, Nena, Falco, Simply Red, Sting, Rainhard Fendrich, Pink, Marilyn Manson, Lenny Kravitz, Gianna Nannini, Supertramp en Gregorian.